# Veyreau
Veyreau é uma comuna francesa na região administrativa de Occitânia, no departamento de Aveyron. Estende-se por uma área de 41,09 km². Em 2010 a comuna tinha 137 habitantes (densidade: 3,3 hab./km²).